# Ľubomír Švajlen
Ľubomír Švajlen (* 17. Februar 1964 in Košice) ist ein ehemaliger slowakischer Handballspieler und heutiger Handballtrainer. In den Jahren 1990, 1993 und 1994 wurde er zum slowakischen Handballer des Jahres gewählt.

## Karriere
Der 1,95 m große und 92 kg schwere Švajlen war Handballtorwart. Er begann in seiner Heimatstadt bei TJ VSŽ Košice mit dem Handballspiel. Mit ŠKP Bratislava, damals CH Bratislava, gewann er 1989 den tschechoslowakischen Pokal. Von 1992 bis 1998 spielte er für den ungarischen Spitzenklub Fotex Veszprém, mit dem er 1993, 1994, 1995, 1997 und 1998 ungarischer Meister sowie 1994, 1995, 1996 und 1998 Pokalsieger wurde. Mit Fotex nahm er auch mehrfach an der EHF Champions League teil, im Europapokal der Pokalsieger 1996/97 unterlag er im Finale Bidasoa Irún. Anschließend spielte er drei Jahre für den Schweizer Verein Grasshopper Club Zürich. 2001 wechselte er zum HC Gelb-Schwarz Stäfa. 2006 wurde er Spielertrainer beim GC Amicitia Zürich. Im Meisterschaftsfinale 2007/08 hatte er einen Kurzeinsatz, wobei er drei Siebenmeter hielt und damit entscheidend zum Titel beitrug.
Ľubomir Švajlen bestritt für die Tschechoslowakische Nationalmannschaft 149 Länderspiele. Bei den Olympischen Spielen 1988 in Seoul belegte er den sechsten Platz. Bei der Weltmeisterschaft 1990 im eigenen Land wurde er Siebter. In Barcelona kam er bei den Olympischen Spielen 1992 auf den neunten Rang. Bei der Weltmeisterschaft 1993 wurde er erneut Siebter. Anschließend lief er 26 Mal für die Slowakei auf.
Švajlen wurde 1990, 1993 und 1994 zum Handballer des Jahres in der Slowakei gewählt.
Nach seiner aktiven Karriere war Švajlen Torwarttrainer bei den Kadetten Schaffhausen und ab 2006 bei Amicitia.  Ab September 2008 war er auch Assistenztrainer von Goran Perkovac in der Schweizer Männer-Handballnationalmannschaft. Seit 2013 betreut er die Torhüter des Schweizer Vereins HC Kriens-Luzern.
Sein Sohn Michal Svajlen ist Schweizer Handballnationalspieler.